# Constantin Hârjeu
Constantin Hârjeu (n. 10 decembrie 1856, București – d. 24 mai 1928, București) a fost un politician și general român, membru corespondent (din 1909) al Academiei Române.
Împreună cu generalul Constantin Brătianu și locotenent-colonelul G. Aronovici întocmește un studiu monografie asupra Armatei României, publicat în limba franceză.
Cea mai importantă lucrare a lui Hârjeu este Istoria armei geniu, apărută în 1902, pentru care primește în anul 1903  Premiul „Năsturel-Herescu”.
Despre activitatea sa ca ministru de război în guvernul condus de Alexandru Marghiloman, Constantin Argetoianu nota: „Ministru de război era generalul Hârjeu, un bleg, o stafie în doliu, înfășurat de la creștet la călcâie în negru. Chiar când vorbea, Hârjeu nu mișca din nimic, nici din gură, nici din ochi, nici din mâini și nimeni nu-și putea da seama dacă impresionanta lui imobilitate era datorită cufundării într-o mare durere (își pierduse soția) sau unui început bine caracterizat de scleroză generalizată.” 